# Histopona tranteevi
Histopona tranteevi is een spinnensoort in de taxonomische indeling van de trechterspinnen (Agelenidae).
Het dier behoort tot het geslacht Histopona. De wetenschappelijke naam van de soort werd voor het eerst geldig gepubliceerd in 1978 door Deltshev.